# フランソワ・ド・ブルボン (アンギャン伯)

フランソワの紋章

アンギャン伯フランソワ・ド・ブルボン（フランス語：François de Bourbon, conte d'Enghien, 1519年9月23日 - 1546年2月23日）は、ブルボン＝ヴァンドーム家出身のフランスの血統親王（Prince du sang）。ヴァンドーム公シャルル・ド・ブルボンとフランソワーズ・ダランソンの息子。

## 生涯
第五次イタリア戦争においてフランス王フランソワ1世よりイタリアのフランス軍の指揮を任され、1543年のフランスとオスマン帝国の同盟軍によるニース包囲戦で成功をおさめ、1544年のチェレゾーレの戦いにおいても勝利に導いた。
事故により26歳で死去した。ラ・ロシュ・ギュイヨンの城において重い収納箱が落ちてきたためであった。アンギャン伯位は弟ソワソン伯ジャンが継承した。